# Max Landis
Pour les articles homonymes, voir Landis.
Max Landis est un scénariste et réalisateur américain, né le 3 août 1985.
Fils du réalisateur John Landis, il est le scénariste des films Chronicle (2012), American Ultra (2015), Docteur Frankenstein (2015), et Bright (2017). Il a écrit et réalisé le film Me Him Her (en) (2015), produit les deux premières saisons de la série Channel Zero (2016), et créé la série Dirk Gently, détective holistique (2016) basée sur le roman. Il a également écrit des séries limitées publiées par DC et Image Comics.
En 2011 et 2012, il figure dans la liste Forbes 30 Under 30 qui recense les 30 cinéastes de moins de 30 ans les plus prometteurs selon le magazine Forbes. Sa carrière s'arrête en 2017, à la suite des accusations de plusieurs femmes d'abus émotionnels et sexuels.

## Biographie
Il est le fils du réalisateur John Landis et de la costumière Deborah Nadoolman.

### Carrière
En 2005, il vend son premier script pour la série télévisée Les Maîtres de l'horreur. L'épisode La belle est la bête, réalisé par son père John Landis, est diffusé en 2005. Il réitère l'expérience dans la série Fear Itself produite par Lionsgate Television.
Alors qu'il étudie à l'université de Miami, il écrit plusieurs courts-métrages pour des étudiants en cinéma. Il vend ensuite le script de Chronicle au producteur John Davis pour la Fox. Le film, réalisé par Josh Trank, est un succès surprise au box-office avec 126 636 097 de dollars de recettes mondiales.
Il crée ensuite la série télévisée Dirk Gently, détective holistique (Dirk Gently’s Holistic Detective Agency), diffusée dès 2016 sur BBC America. Toujours en 2016, il est annoncé qu'il développe un projet de remake d'un film culte de son père, Le Loup-garou de Londres (1981).

## Controverses
Landis est critiqué pour ses déclarations sur les femmes, et est accusé d'abus et d'inconduite sexuelle par plusieurs femmes et personnalités de l'industrie,,.

### Accusations de misogynie
Dans une interview en 2013 avec la sexologue autoproclamée Shelby Sells, Landis fait de nombreux commentaires sur les femmes, tels que : « Le plus naze, c'est que j'ai trompé une fille à qui j'ai également donné une anxiété sociale paralysante , un dégoût de soi, une dysmorphophobie, et des troubles des conduites alimentaires. » Les déclarations de Landis ont été vivement critiquées comme étant misogynes et objectivantes à l'égard des femmes, comme dans un article de Jezebel qui qualifiait ses commentaires d'« odieux », « tordus » et « grossiers »,,,.
Dans un message Twitter de 2015, Landis décrit Rey, le personnage principal de Star Wars, épisode VII : Le Réveil de la Force comme une Mary-Sue, un terme issu des critiques de fanfiction pour décrire « un type de personnage féminin irréaliste car manquant de défauts ou de faiblesses ». Le terme est aussi parfois utilisé de manière misogyne pour désigner tout personnage principal féminin. Landis déclare plus tard dans une interview qu'il maintient sa critique, mais « regrette de l'avoir formulée de cette façon ». Il précise : « Je n'ai pas compris que le terme Mary-Sue avait été coopté. »

### Accusations d'agressions sexuelles
En décembre 2017, Landis est accusé d'agression sexuelle par son ancienne collègue Anna Akana. Allie Goertz (en), rédactrice en chef du magazine Mad, avait commenté quelques semaines plus tôt : « Je ne peux pas imaginer qui a le plus peur dans un monde post-affaire Weinstein que le fils d'un célèbre réalisateur » et diverses personnalités de l'industrie du divertissement commentent en réponse la mauvaise réputation de cette personne sans la nommer,,,. À la suite de la déclaration d'Akana, d'autres personnalités de l'industrie confirment nommément la réputation de Landis. La militante anti-harcèlement Zoë Quinn publie un article à son sujet, alléguant que ses abus envers les femmes étaient un « secret de polichinelle » à Hollywood et qu'ils avaient caché l'histoire parce que « lui et son père sont des personnages puissants ».
En juin 2019, l'ancienne petite amie de Landis, Whitney Moore, poste sur Twitter à son sujet, faisant référence aux « choses horribles et inhumaines qu'il m'a faites » et le Daily Beast publie des accusations de huit femmes concernant des abus émotionnels et sexuels de sa part, l'une le décrivant comme « un violeur en série, un manipulateur, un agresseur physique et psychologique,, ». Dans un message Twitter exprimant son soutien aux accusatrices de Landis, le réalisateur de Chronicle Josh Trank déclare qu'il avait banni le scénariste du plateau pendant le tournage,,,. La société de gestion de Landis, Writ Large, et son manager Britton Rizzio déclarent qu'ils avaient cessé toutes collaborations avec lui « dès qu'ils avaient entendu parler » de l'histoire du Daily Beast,,,. Après l'annonce de la nouvelle, la Metro-Goldwyn-Mayer a suspendu la production de Deeper, écrit par Landis, que le studio avait déjà acheté lors d'une guerre d'enchères.
En août 2021, Landis publie un essai intitulé « Pourquoi je n'ai jamais répondu à ma honte publique », dans lequel il qualifie les accusations d'agression sexuelle portées contre lui d'« entreprises quelque peu corrompues » et rejette la comparaison avec Bill Cosby et Harvey Weinstein au motif qu'il n'était « pas une vraie célébrité », tout en concédant « qu'une partie de ce qui a été dit à mon sujet est vrai ». Il parle également de la thérapie qu'il a recherché à la suite des accusations et de la réaction du public à l'accident mortel d'hélicoptère (en) survenu en 1982 sur le tournage du film de son père La Quatrième Dimension.

## Filmographie

### Scénariste
- 2005 : Les Maîtres de l'horreur (Masters of Horror) - Saison 1, épisode 7
- 2008 : Tumbler (court métrage) de Brad Gage
- 2008 : Dupe (court métrage) de Cory Braun
- 2009 : Fear Itself (série TV) - saison 1, épisode 9
- 2009 : Ghost Closet '07 (court métrage) d'Alex Montilla
- 2011 : The Death and Return of Superman  (court métrage) de Max Landis
- 2012 : Chronicle de Josh Trank
- 2015 : One Last Time d'Ariana Grande (clip vidéo)
- 2015 : American Ultra de Nima Nourizadeh
- 2015 : Docteur Frankenstein (Victor Frankenstein) de Paul McGuigan
- 2015 : Mr. Right de Paco Cabezas
- 2016 : Dirk Gently, détective holistique (Dirk Gently’s Holistic Detective Agency) (série TV) (show runner et créateur)
- 2017 : Bright de David Ayer
- 2020 : Shadow in the Cloud de Roseanne Liang

### Réalisateur
- 2011 : The Death and Return of Superman  (court métrage)
- 2015 : One Last Time d'Ariana Grande (clip vidéo)
- 2015 : Me Him Her

### Acteur
- 1996 : Les Stupides (The Stupids) de John Landis : le grapheur
- 1998 : Blues Brothers 2000 de John Landis : Ghostrider
- 2009 : Ghost Closet '07 (court-métrage) d'Alex Montilla : la fille fantôme /le Cowboy fantôme /le gentleman fantôme
- 2010 : Cadavres à la pelle (Burke and Hare) de John Landis : le coach